# Mary Scheer
Mary Scheer, född 19 mars 1963 i Detroit, är en amerikansk skådespelare och komiker. Hon är en av de ursprungliga skådespelarna i humorprogrammet MADtv och gjorde även rollen Marissa Benson i TV-serien iCarly.